# Амаркантак
Амаркантак (англ. Amarkantak, дев. अमरकंटक) — город и нагар панчаят в округе Ануппур, штат Мадхья-Прадеш, Индия. Является важным местом паломничества в индуизме, которое индуисты называют Тиртхарадж. Здесь расположены истоки священной реки Нармада. По переписи 2001 года население города составляло 7074 человека.
Согласно легенде, после того, как Шива испепелил возведённые Майясурой Трипуру (три города), пепел одного из них упал на Кайлаш, другого — на Амаркантак, а пепел от третьего города был сохранён Шивой и спрятан на небесах. Упавший на Амаркантак пепел превратился в миллионы лингамов, только один из которых ныне доступен взору смертных.